# Société des alcools du Yukon
La Société des alcools du Yukon (en anglais : Yukon Liquor Corporation) est une entreprise publique qui a pour mission de faire le commerce des boissons alcoolisées sur le territoire du Yukon, au Canada. Elle est responsable de l'achat, de la distribution et de la vente d'alcool. Elle a été fondée en 1977.

## Histoire
En 1991, la Société des alcools du Yukon impose l'application sur les bouteilles d'alcool d'un message rappelant les risques encourus de la consommation d'alcool pour les femmes enceinte, une initiative encore rare au niveau mondiale.
Ce n'est qu'en 2007 que le gouvernement du Yukon autorise la production locale d'alcool, le seul territoire canadien qui était resté attaché aux lois de la Prohibition.
En novembre 2017, la Société des alcools instaure une politique d'étiquetage systématique pour avertir sur les risques de santé liés à la consommation d'alcool. Sous la pression des acteurs de l'industrie de l'alcool (la société en question n'est pas qualifiée pour donner des conseils de santé et les étiquettes d'avertissement enfreignent le droit des marques), la Société des alcools supprime cette nouvelle politique le mois suivant. Le projet avait pourtant été élaboré avec plusieurs institutions publiques et de santé, mais les sociétés qui distribuent leur alcool dans le Yukon n'avaient pas été consultées au préalable.
En octobre 2018, la Société des alcools de Yukon devient le distributeur unique de cannabis dans le Yukon avec l'ouverture du site de vente en ligne Cannabis Yukon. En octobre 2022, le Yukon privatise la distribution de cannabis, ce qui entraîne la cession complète des activités cannabis de la Société des alcools. En février 2022, en réponse à l'invasion de l'Ukraine par la Russie, la Société des alcools de Yukon retire tous les alcools russes de la vente.